# CF Racing
CF Racing – brytyjski zespół wyścigowy i motocrossowy, założony w 2006 przez Hywela Lloyda, który był również pierwszym kierowcą w zespole. Obecnie ekipa startuje jedynie w Brytyjskiej Formule 3, jednak w przeszłości zespół pojawiał się także na starcie w Brytyjskiej Formule Renault BARC oraz w Europejskiej Formule 3 oraz.

## Starty

### Europejska Formuła 3
| Rok  | Bolid               | Kierowcy     | Wyścigi | Wygrane | PP | NO | Pkt | M.K. | M.Z. |
| ---- | ------------------- | ------------ | ------- | ------- | -- | -- | --- | ---- | ---- |
| 2012 | Dallara-Mugen-Honda | Adderly Fong | 2       | 0       | 0  | 0  | 0   | NS†  | NS†  |

† – zawodnik/zespół nie był zaliczany do klasyfikacji.